# Half-Breed
Half-Breed — десятый студийный альбом американской певицы и актрисы Шер, выпущенный 27 октября 1973 года на лейбле MCA Records. Для записи этой пластинки Шер вернулась к продюсерам Снаффу Гарретту и Элу Кэппсу. Half-Breed стал второй записью на MCA Records и также раскручивался на шоу «Час комедии с Сонни и Шер». Диск был встречен неоднозначными оценками критиков, но продержался в национальном хит-параде довольно долго и 4 марта 1974 года стал золотым. Это был её второй лонгплей, получивший сертификацию RIAA.

## Об альбоме
Half-Breed стал вторым студийником Шер выпущенным в 1973 году. После провала предыдущего — Bittersweet Wight Light, по настоянию Шер, её бывший муж Сонни Боно окончательно оставил пост её продюсера. Снафф Гарретт вновь вернулся к работе с Шер после успешных работ Cher и Foxy Lady, звучание новой пластинки решили сделать полностью балладным.
Первый трек альбома — кавер-версия хита, написанного Полом и Линдой Маккартни, «My Love», выпущенного в марте 1973-го. Также на Half-Breed представлены кавер-версии хитов Bee Gees «How Can You Mend a Broken Heart» и The Beatles «The Long and Winding Road». Все песни, которые перепела Шер в этом альбоме, в начале 1970-х возглавляли американский хит-парад Billboard Hot 100.
Дэвид Пэйч, автор одной из песен «David’s Song», поучаствовал и в аранжировке «Chastity’s Sun». Последняя песня в альбоме — «Chastity’s Sun» — была переписана и дополнена собственноручно Шер. В качестве исходника певица взяла композицию «Ruby Jean & Billy Lee» рок-группы Seals and Crofts, которая была выпущена в 1973 году в их альбоме Diamond Girl. Шер посвятила эту запись своему первому ребёнку Честити Боно.
Half-Breed получил смешанные оценки критиков. Питер Фоутроп из AllMusic дал альбому 3,5 звезды из 5-ти и написал, что «заглавная песня, единственная смогла бы попасть в сборник лучших хитов» и что «есть много других мелодичных, хиппи-стилизованных песен, написанных, видимо, ночью у костра». Он также назвал его «меланхоличным от начала до конца, не лишённым очарования» диском. Критик Rolling Stone Пол Гамбаччини дал отрицательную оценку и работе продюсера Снаффа Гарретта, о Шер же он написал: «удивительно сильный голос Шер используется неэффективно, и печально слышать его на этой ерунде».
В 1999 году альбом вместе с Dark Lady был переиздан на компакт-диске Half Breed/Dark Lady. В то же время несколько бюджетных CD Half Breed (обратите внимание на нехватку дефиса в названии) были выпущены на различных лейблах. Эти альбомы с различными обложками лишь два трека с оригинального альбома и различные песни из других альбомов Шер начала 70-х. Оригинальный Half-Breed никогда не издавался на компакт-диске.

## Коммерческий успех
Half-Breed дебютировал в Billboard Top LPs & Tape с № 171 в конце сентября. Через несколько недель он достигнул своей наивысшей позиции в чарте — № 28. К 1974 году его продажи в Северной Америке достигли 500 тысяч копий и он получил звание золотого. Запись также попала в канадский альбомный чарт, на 21-е место. В Европе она имела некоторый успех в Норвегии, но в британский чарт, как и её предыдущие работы, диск не попал.

## Синглы
Как и из её предыдущих успешных альбомов Cher и Foxy Lady, с Half-Breed было выпущено два сингла. Первым была выпущена одноимённая песня. Она повествует о молодой женщиной, являющейся наполовину белой, наполовину чероки и описывающей проблемы, с которыми она сталкивается. В ней рассказывается о том, как белые и коренные американцы не принимали её за «свою», говоря ей, что она была «белой по закону». В 1973-м композиция возглавила чарт Billboard Hot 100, став её вторым № 1 в этом чарте и вторым «золотым» синглом с продажами около 1 млн копий. «Half-Breed» также возглавила чарты Канады и Новой Зеландии, попала в топ-10 шведского чарта и топ-20 норвежского. Для видео «Half-Breed» использовалась запись её выступления в эстрадном шоу «Час комедии с Сонни и Шер» в 1973-м. Шер поёт верхом на лошади перед белым экраном. В видео показаны символы коренных американцев — костюмы, резьба по дереву, огонь.
Вторым и последним синглом альбома стала «Carousel Man», выпущенная как промосингл в конце 1973 года. Сингл был разослан только радио-диджеям и достиг № 11 в чарте Billboard Airplay.

## Список композиций
| №  | Название                           | Автор(ы)                       | Длительность |
| -- | ---------------------------------- | ------------------------------ | ------------ |
| 1. | «My Love»                          | Пол Маккартни, Линда Маккартни | 3:31         |
| 2. | «Two People Clinging to a Thread»  | Глория Склеров, Гарри Ллойд    | 2:40         |
| 3. | «Half-Breed»                       | Мэри Дин, Эл Капс              | 2:42         |
| 4. | «The Greatest Song I Ever Heard»   | Дик Холлер                     | 2:48         |
| 5. | «How Can You Mend a Broken Heart?» | Барри Гибб, Робин Гибб         | 3:21         |
| 6. | «Carousel Man»                     | Джон Даррилл                   | 3:02         |

| №  | Название                    | Автор(ы)                      | Длительность |
| -- | --------------------------- | ----------------------------- | ------------ |
| 1. | «David’s Song»              | Дэвид Пэйч                    | 3:24         |
| 2. | «Melody»                    | Клифф Кроффорд, Томас Гарретт | 2:34         |
| 3. | «The Long and Winding Road» | Джон Леннон, Пол Маккартни    | 3:10         |
| 4. | «This God-Forsaken Day»     | Джек Сигал                    | 2:43         |
| 5. | «Chastity Sun»              | Дэш Крофтс, Джеймс Силс, Шер  | 4:14         |

## Над альбомом работали
Список составлен в соответствии с информацией базы данных Discogs.
- Шер — вокал
- Снафф Гарретт[англ.] — музыкальный продюсер
- Ленни Робертс — звукорежиссёр
- Эл Кэппс — аранжировщик (песни А1—А6, Б2—Б4)
- Дэвид Пэйч[англ.] — аранжировщик (песни Б1 и Б5)
- Ричард Грант — художественное оформление
- Джин Триндл — фото для обложки
- Джей Ингстед — фото

## Позиции в хит-парадах и сертификации
| Хит-парад (1973)               | Высшая позиция | Пребывание в чарте |
| ------------------------------ | -------------- | ------------------ |
| Австралия (Kent Music Report)  | 65             | нет данных         |
| Канада (RPM 100 Albums)        | 21             | 9 недель           |
| США (Billboard Top LPs & Tape) | 28             | 25 недель          |

| Регион                                                      | Сертификация | Продажи  |
| ----------------------------------------------------------- | ------------ | -------- |
| США (RIAA)                                                  | Золотой      | 500 000^ |
| ^ Данные о тиражах приведены только на основе сертификации. |              |          |